# A

Litera A (majusculă și minusculă) scrisă cu fontul „School Script Dashed”.

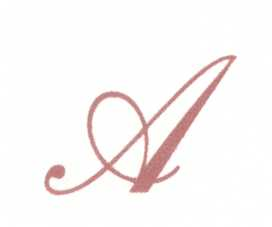
Majuscula A

Minuscula a

A este prima literă a alfabetului latin și a celorlalte alfabete derivate din acesta; de altfel este prima literă în alfabetul fenician și aproape în toate alfabetele derivate din acesta. A este prefix, abreviere și simbol.
În limba română această literă notează o vocală deschisă centrală nerotunjită.

## Istorie

Simbolul A în sistemul de semnalizare maritimă internațională.
Simbolul A în Alfabetul semaforic.
Litera A în Braille.
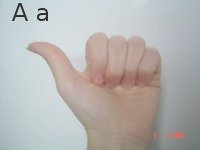
LFS - "limbaj de semne francez" (folosit și de pentru persoanele cu probleme de auz și vorbire).
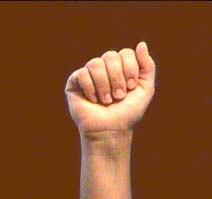
LSQ - "limbaj de semne quebecan" (folosit în provincia canadiană Quebec).

Semiții numeau primul semn al scrierii lor alpha, alphu și chiar aleph (cu ph pronunțat ca un p aspirat, [pʰ], nu [f]). Această primă literă nu era o vocală, ci o consoană – explicația acestui fapt este că primele scrieri se folosesc nu de litere separate, ci de silabe („silabare”), diferențiate prin consoanele pe care le conțin. De aceea, denumirile „alfabet” și „literă” sunt improprii pentru acest stadiu de evoluție, fiind de preferat „silabar”, respectiv „semn (grafic)”.
Din perspectiva modernă, efectul este apropiat de o scriere abreviată, unde sunt notate majoritar consoanele (iar vocalele sunt evitate aproape sistematic, cel mult semivocalele fiind notate alături de consoane), lucru care nu ridica probleme vorbitorilor nativi ai limbii. Însă pe măsură ce textele au trebuit să fie puse la dispoziția unor persoane străine de limba în cauză, problema notării vocalelor s-a impus treptat.
Același semn cu cel fenician este pe primul loc deja și în alfabetul de la Ugarit, 1400 î.Hr. În Grecia antică, elinii au folosit și ei același simbol, pe care l-au numit alpha, cu precizarea că la ei nu avea nici o semnificație. În Europa occidentală, anticii etrusci foloseau același semn: romanii, imitându-i, i-au dat forma actuală.
| aleph fenician | alfa grecesc | A etrusc | A roman |

## Folosirea literei „A” în diferite limbi
Semnul semitic A desemna în scrierea feniciană și în cele provenite din ea un sunet glotalic, ʔ. Numele ʔaleph înseamnă „bou” în dialectele vest-semite. Însă ipoteza răspâdită în unele surse, cum că semnul grafic pentru viitorul „a” ar proveni din capul de bou folosit în scrierea hieroglifică egipteană (cod Alan Gardiner F2), este eronată – pentru glotalicul ʔ se folosea imaginea unui vultur (cod Gardiner G1).
Grecii au fost primii care au notat sistematic vocalele, atribuindu-i fiecăreia un semn anume, dintre semnele folosite ne-sistematic în alfabetul fenician. Dat fiind că rezonanța lui „a” nu este nici anterioară, nici posterioară (cum ar fi de ex. „i" sau „u"), ea va fi numită vocală centrală.

### Limbile neolatine. Limba română
În limbile neolatine, „a” accentuat se păstrează (spre exemplu, lat. tardivă lacte (latina clasică lax, lactis) – rom. lapte, it. latte).
În română, se remarcă un număr de adaptări ale vocalei:
- „a”-ul latinesc devine „o” înaintea lui „l” (de exemplu, Alutus > Olt)
- „a” devine „â” atunci când e urmat de o consoană nazală, precum „m” sau „n” (exemple: campus > câmp; canis > câine, panis > pâine; [ego] canto > [eu] cânt)
- „a”  devine „ă” în silaba dinaintea celei accentuate (exemple: pastor(em) > păstor, parentem > părinte)
- „a” scurt accentuat devine „ă” (de exemplu, malus > măr)
- „ā” (a lung) se păstrează (de exemplu, palus > par)

### A privativ
„A-” privativ provine din „ņ” indo-european, prefix negativ, realizat în greaca veche fie ca „a-”, fie ca „an-” – forma „a-” e prezentă înaintea consoanelor, iar „an-” înaintea vocalelor. Din φονη (grc. „voce”), limba română păstrează „afon”, iar din αλφάβητος (grc. „alfabet”) vom avea „analfabet”. De regulă, particula semnifică absența.

### A ca prefix
Sub această formă, „a” provine din prepoziția latină „ad” (lat. „la”, „spre”, „către”). În limba română, „a agrăi” are înțelesul de „a vorbi către”, a se adresa cuiva (arhaism).
„A” inițial protetic (adăugat ca atare) e specific dialectului aromân al limbii române. De exemplu, românescului „laud” îi corespunde „alavdu” armân.

### A ca interjecție
- Exclamație prin care se exteriorizează stări emotive (surprindere, admirație, satisfacție, regret, supărare, etc.).
- Exclamație care însoțește reamintirea bruscă a ceva uitat.

### În diverse expresii
Deși prezentate în limba română, expresiile următoare sunt valabile și în alte limbi europene.
- de la „a” la „z” – de la început până la sfârșit;
- a începe cu „a” – a începe de unde se cuvine;
- cât ai zice „a” – se spune despre ceva care se petrece foarte repede, pe neașteptate.

## Caractere asemănătoare

### Caractere descendente sau asemănătoare folosite în versiuni ale alfabetului latin
- Æ æ.
- A cu diacritice: Å å Ǻ ǻ Ḁ ḁ ẚ Ă ă Ặ ặ Ắ ắ Ằ ằ Ẳ ẳ Ẵ ẵ Ȃ ȃ Â â Ậ ậ Ấ ấ Ầ ầ Ẫ ẫ Ẩ ẩ Ả ả Ǎ ǎ Ⱥ ⱥ Ȧ ȧ Ǡ ǡ Ạ ạ Ä ä Ǟ ǟ À à Ȁ ȁ Á á Ā ā Ā̀ ā̀ Ã ã Ą ą Ą́ ą́ Ą̃ ą̃ ᶏ.
- Simbolurile din Alfabetul fonetic internațional care seamănă cu A:
  - Ɑ ɑ;
  - Ɐ ɐ;
  - Λ ʌ;
  - Ɒ ɒ;
  - ᴀ.

### Semne, simboluri și abrevieri
- ª.
- Å, logograma pentru ångström.
- ₳, australul argentinian.